# Liste der pfälzischen Mitglieder des Bayerischen Landtages
Die pfälzischen Mitglieder des Bayerischen Landtages (1819–1918) stellten in der Zeit der Bayerischen Ständeversammlung eine liberale Oppositionsbewegung dar. Von 1819 bis 1848 waren die Pfälzer in der Kammer der Abgeordneten unterrepräsentiert. Dies änderte sich mit der Wahlrechtsreform des Jahres 1848. Nach dem Scheitern des Pfälzischen Aufstands 1849 befanden sich viele der liberalen Matadore im Exil. Im Landtag wurden die Pfälzer durch Beamte und angestellte Juristen repräsentiert. Im Jahr 1859 setzen sich die 18 pfälzischen Landtagsmitglieder aus sechs Beamten, drei hohe Juristen, zwei Richtern, einem Konsistorialdirektor, fünf Gutsbesitzern und einen Rechtsanwalt zusammen. Eine Liberalisierung setzte erst wieder 1865 unter dem jungen König Ludwig II. ein. Bis 1918 war die Pfalz eine nationalliberale Hochburg.
In der Kammer der Reichsräte waren Pfälzer die Ausnahme, da der ansässige Adel in der französischen Zeit die Pfalz verlassen hatte.

## 1. Bayerischer Landtag
- Johann Kaspar Adolay (1771–1853)
- Hermann Fitting (1765–1847)
- Heinrich Maria Graf (1758–1822)
- Karl August Köster
- Anton Kurz
- Franz Daniel Rettig
- Johann Jakob Schoppmann (1767–1840)
- Christian David Sturtz (1753–1834)

Reichsrat
- Ludwig Freiherr von Gienanth

## 13. Bayerischer Landtag 1849
Dieser Landtag war der erste nach der Wahlrechtsreform von 1848.
- Theodor Berkmann (MdRp) (1802–1870)
- Adolph Boyé
- Johannes Eckhard
- Peter Eymann (mn.)
- Johann Peter Gelbert
- Ludwig Greiner (1814–1874)
- Johann Philipp Hack
- August Hannitz (1808–1883)
- Philipp Heintz (1809–1893)
- Philipp Hepp (1797–1867)
- Philipp Kohlhepp
- Georg Friedrich Kolb (MdNV) (1808–1884)
- Adam Müller (1814–1879)
- Carl Scharpff
- Friedrich Schüler (MdNV) (1791–1873)
- Georg Jacob Stockinger (MdNV) (1798–1869)
- Franz Tafel (MdNV) (1799–1869)
- Friedrich Justus Willich (1789–1853)

## 14. Bayerischer Landtag 1849
- Adolph Boyé
- Friedrich Brunck
- Joseph Heine (1803–1877)
- Philipp Hack
- Ludwig Andreas Jordan (1811–1883)
- Wilhelm Köster
- Georg Friedrich Kolb (1808–1884)
- Franz Flamin Meuth (1800–1884)
- Adam Müller (1814–1879)
- Carl Eugen Prinz
- Friedrich Wilhelm Rebenack (1791–1866)
- Ludwig Römmich (1816–1894)
- Carl Scharpff
- Friedrich Schüler
- Franz Tafel (1799–1869)
- Philipp Tillmann (1809–nach 1881)
- Adam Weber
- Ludwig Weis (1813–1880)

Reichsräte
- Carl Friedrich von Heintz (1802–1868)
- Georg Ludwig von Maurer (1790–1872)

## 21. Wahlperiode
- Eugen Abresch (1867–1952)
- Julius Erbelding
- Josef Giessen (1858–1944)
- Heinrich Göring (1850–1931)
- Johannes Hoffmann (1867–1930)
- Josef Huber (1860–1940)
- Ludwig Philipp Keidel (1857–1932)
- Hans Kopp (1847–1915)
- Bruno Körner (1862–1927)
- Ludwig Mattil
- Karl Munzinger
- Friedrich Profit (1874–1951)
- Josef Siben (1864–1941)
- Wilhelm Spindler (1861–1927)

Reichsräte:
- Franziskus von Bettinger (1850–1917)
- Franz von Buhl
- Jakob von Lavale (1843–1925)